# Listón francés

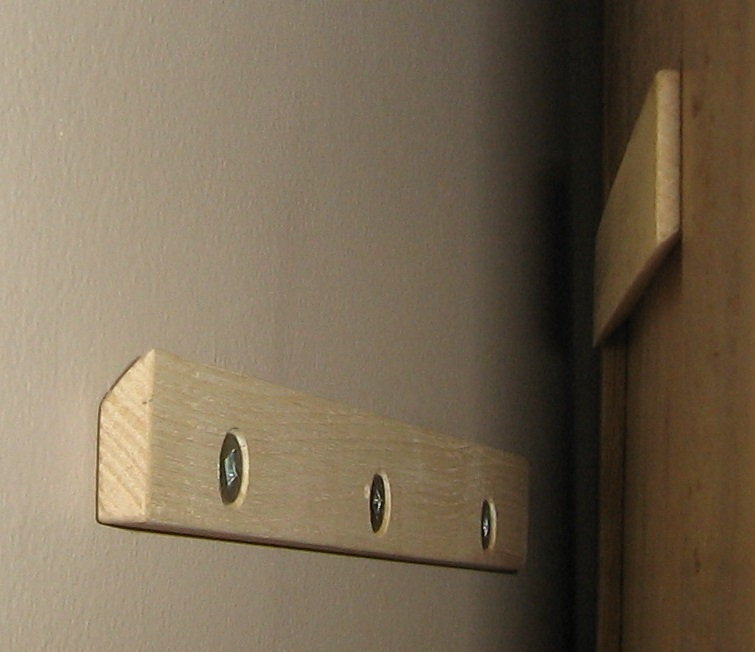
Listón francés

Un listón francés, encastre francés, anclaje francés, o sistema de fijación francés, es una forma de asegurar, colgar o fijar de una forma creativa y efectiva en paredes, repisas, armarios, espejos, cuadros, cajas, herramientas, obras de arte u otro objeto a una pared.
Es una moldura o bisel con un ángulo de 30 a 45 grados que se usa para colgar armarios u otros objetos.

## Uso
Los listones franceses se pueden usar en pares o con un listón montado en la pared y el objeto que se quiere colgar con un bisel a juego contrario.
El lado de la pared de un listón francés se puede montar de forma segura sin tener que soportar todo el peso del gabinete mientras lo asegura. El taco no se verá mientras esté en uso, por lo que no importa dónde se taladre; esto significa que se puede atornillar en los montantes de la pared con relativa independencia de la posición lateral de un armario.
El listón puede tener la longitud total del gabinete, por lo que permite sostener el gabinete al menos en cada montante detrás de él. Si el listón de la pared se deja un poco más corto que el gabinete, el gabinete se puede mover ligeramente hacia la izquierda y hacia la derecha después de colgarlo, para lograr una posición perfecta.
Una vez que el listón esté asegurado a la pared, el gabinete puede simplemente levantarse sobre él. Debido a que no se requieren maniobras finas, incluso un gabinete relativamente pesado se puede colgar fácilmente de esta manera.
La parte inferior del gabinete se puede asegurar a la pared para asegurarse de que no se salga del listón mientras está en uso.
Los listones franceses a veces se usan para hacer tableros de herramientas caseros.